# Olomoucké povídky
Olomoucké povídky je ustálený název bezejmenného souboru třiceti pěti povídek od neznámého autora, vytvořených v roce 1482 přepisem neznámého českého rukopisu, který se inspiroval tzv. exemply latinskými (vícero rukopisů). Jedná se staročeskou prózu.

## Fyzický popis rukopisu
Soubor všech 35 povídek je součástí širšího rukopisného kodexu, který kromě nich obsahuje ještě z latiny přeložené Zjevení sv. Brigity a O sv. Jeronýmovi knihy troje. Kodex je psán na papíře, celkem obsahuje 280 oboustranně popsaných svázaných listů o rozměrech 31 × 21,5 cm, z čehož vlastní Olomoucké povídky zabírají 31 listů v závěru rukopisu. Povídky se zachovaly pouze v tomto kodexu, který se nachází ve fondu Vědecké knihovny v Olomouci pod signaturou M II 170.

## Obsah povídek

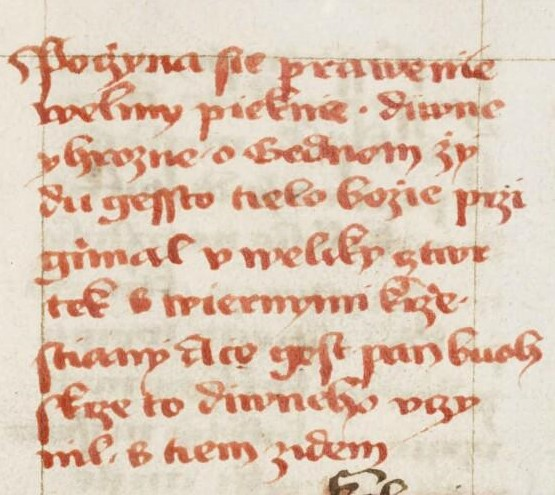
Úvod první povídky: „Počíná sě pravenie velmi pěkné, divné i hrozné o jednom židu, ješto tělo božie přijímal u Veliký čtvrtek s věrnými křesťany, a co jest pán buoh skrze to divného učinil s tiem židem“. (Přepis Eduard Petrů.)

Olomoucké povídky bývají obvykle řazeny mezi tzv. exempla, to jest krátké příběhy ilustrující nějaké téma a využitelné při argumentaci. Předlohou těchto výrazně nábožensky zaměřených textů byl snad nějaký jiný, dnes neznámý český rukopis, který zase vycházel z latinských exempel ze sbírky Caesaria z Heisterbachu a z Legenda aurea od Jacoba de Voragine.

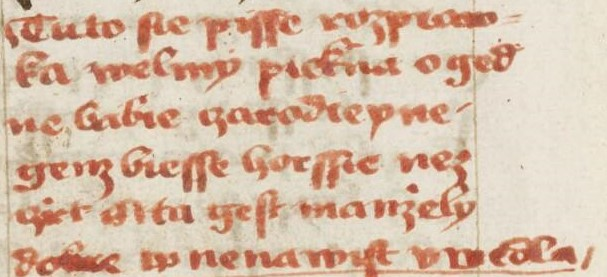
Úvod poslední povídky: „Tuto sě píše rozprávka velmi pěkná o jedné babě čarodějné, jenž bieše horšie než črt. A ta jest manžely dobré v nenávist uvedla.“ (Přepis Eduard Petrů.)

Třebaže povídky mají silný náboženský charakter, tematicky vycházejí především ze středověkého měšťanského a šlechtického života. Lze je rozřadit na čtyři tematické skupiny, a sice příběhy o uctívání nebo zneužití svátosti oltářní (povídky 1–3, 22, 23 a 32), pokání za různé těžké hříchy (povídky 4, 5, 13, 14, 16–21, 27 a 30), uctívání Panny Marie, některých svatých a uctívání kříže (povídky 6–12, 15, 24, 25, 28, 29) a tři přepracované církevní legendy (povídky 26, 33 a 34). Z těchto čtyři skupin se výrazně vymyká pouze poslední povídka, která, ačkoliv obsahuje motiv pokoušejícího ďábla, je ve skutečnosti čistě světským příběhem.
Z výše uvedeného rozboru vyplývá, že autor souboru vybíral ze svých předloh především příběhy s motivy pokání a úcty k Panně Marii, případně jiným svatým. Zcela pominul v exemplech jinak časté příběhy poustevníků. Ani u příběhů, v nichž vystupují svatí, nenalezneme příklady z jejich života, až na výjimky se v nich objevují jen okrajově a někdy o nich příběh obsahuje pouze stručnou zmínku, nebo se objeví jako deus ex machina až na jeho konci a pomohou rozuzlit zápletku. Typickými hlavními postavami jsou měšťan, rytíř, světský kněz, jeptiška, židé, královna, král, a nevěstky. Příběhy, které zmiňují místo děje, se odehrávají buď v Německu (zejména v Porýní) nebo ve Francii (hlavně v Paříži) takže lze předpokládat, že autor souboru měl k těmto místům nějaký bližší vztah.
Ačkoliv Olomoucké povídky tematicky vycházejí z latinských exempel, liší se od nich větší dynamičností děje, kratším líčením a obsahují více dialogů. Autor také bral více v úvahu přirozenou motivaci hlavních postav a děj rozpracovával i po psychologické stránce. Dalším odlišujícím prvkem jsou drobné motivy doplňující základní kostru příběhu, které ho konkretizují a zasazují do středověké současnosti. Tyto světské motivy vedly například historika a teoretika literatury Eduarda Petrů k závěru, že povídky byly uzpůsobeny pro potřebu v té době vznikající měšťanské vrstvy, a tvoří tak přechod k české renesanční povídce. Pozdější studie však opět akcentují spíše jejich náboženskou povahu a nadále je považují za typická exempla.

## Seznam povídek
Rukopis obsahuje následující povídky:
1. Počíná sě pravenie velmi pěkné, divné i hrozné o jednom židu, ješto tělo božie přijímal u Veliký čtvrtek s věrnými křesťany, a co jest pán buoh skrze to divného učinil s tiem židem.
2. Tuto sě píše div o dvú prázdnú ženú, kteréžto vyšedše na pole i chtěly hříechy páchati, s kým by mohly.
3. Tuto sě píše, kterak jedna žena s svým mužem byla převelmi zle a on nevěda, co sobě učiniti, i ukradl z kostela tělo božie a pochoval v truhle.
4. Tuto sě píše, ješto jeden měštěnín bohatý měl jediného syna ve všem rozpustilého; a když měl umřieti, i zpoviedal sě svých hřiechuov, ale neprávě.
5. Tuto sě píše o jednom římském měštěnínu, kterýžto byl žív smilně a nespravedlivě a potom, leže na smrtedlné posteli, chtěl, aby jemu pán buoh hřiechy odpustil.
6. Tuto sě píše o jednom faráři, kterýžto panně Mariji na každý pátek slavně nešpor zpieval.
7. Tuto sě píše o jednom muži velmi bohatém, kterýž měl svatého Tomáše u veliké poctivosti.
8. Tuto sě píše o jednom žáku jménem Štěpánovi, kterak jest byl u veliké hřiechy upadl. Ale že slúžil světie Mandaleně nábožné, i uprosila jemu milost u pána boha.
9. Tuto sě píše o jednom člověku, jménem Urbanu, velmi bohatém, kterýžto slúžil nábožně mnohá léta panně Mariji a potom všecko sbožie rozdal pro pána boha.
10. Tuto sě píše o jednom žáku dospělém v umění a vzácném, kterak sě byl poručil svatému Dominiku, chtě rád vstúpiti v ten řád svatého Dominika.
11. Tuto sě píše o jednom bohatém člověku, kterýž slúžil rád panně Mariji a byl žív velmi nešlechetně a potom sě jest kál.
12. Tuto sě píše o jednom muži, ješto měl pannu Mariji u poctivosti, co sě jest divného přihodilo.
13. Tuto sě píše o jedné ženě, kterak sě jest smilstvem zapálila proti synu svému a přebývala s ním, až i počala synem.
14. Tuto sě píše o jednom lichevníku, kterýžto mnohá léta lichvil a potom sě zpoviedal a bohu sě dostal.
15. Tuto sě píše o jedné panně rozprávka velmi krásná a ta panna bieše dnú zlámaná a nemohla sebú nikam hnúti, ale umýsl měla, že chtěla ráda pánu bohu slúžiti, když by zdráva byla.
16. Tuto sě píše o jednom mládenci, ješto byl upadl u veliké hřiechy, a kterak pán bóh jemu ty hřiechy divně odpustil.
17. Tuto sě opět o jednom mládenci píše divná rozprávka.
18. Tuto sě píše o jednom rytieři, ješto s svú vlastnú sestrú přebýval a potom sě zpoviedal. I byl k němu kněz přišel s božím tělem i nechtěl jemu dáti, leč by toho hřiechu sě odpověděl. A on velmi jsa rozpálen v tom milování, nemohl toho spustiti s mysli své.
19. Tuto sě píše o jedné jeptišce, kterážto chtěla ráda svój stav proměniti i nemohla jeho nikoli proměniti.
20. Tuto sě opět píše o jedné jeptišce řeč velmi pěkná, kterážto chtěla jest vyjíti z kláštera, nemohúci v něm býti pro zapálenie smilnosti těla.
21. Tuto sě píše o jednom ciesaři římském řeč velmi krásná.
22. Tuto sě píše o jednom rytieři rozprávka.
23. Tuto sě píše jiný div a velmi pěkný o jednom knězi nábožném.
24. Tuto sě píše rozprávka o jednom mládenci velmi pěkná.
25. Tuto sě píše o jednom žáku, jenž panně Mariji slúžil, co sě divného i stalo.
26. Tuto sě opět píše pěkná rozprávka o Jidášovi, kterýžto jest zradil pána Krista.
27. Tuto sě píše o jedné ženě nábožné, kterak jest svój stav proměnila a proměnivši i nechtěla sě káti a potom sě do pekla dostala.
28. Tuto sě píše o jednom člověku, kterak jeho na šibenici vedli a kterak panna Maria nedala jest jemu tú smrtí sjíti.
29. Tuto sě píše o jednom pohanu, ješto sě byl pokřtil, co sě jemu divného přihodilo jednu chvíli.
30. Tuto sě píše rozprávka velmi pěkná o jednom rytieři jménem Julianovi, ješto jemu bylo mluveno od jelena, když na lov jel.
31. Tuto sě píše o jedné prázdné ženě rozprávka velmi pěkná a divná.
32. Tuto sě píše opět jiná rozprávka pěkná.
33. Tuto sě píše div, kterak sě pán buoh ukázal svatému Augustinovi.
34. Tuto sě píše o svatém Krištoforu řeč velmi pěkná.
35. Tuto sě píše rozprávka velmi pěkná o jedné babě čarodějné, jenž bieše horšie než črt. A ta jest manžely dobré v nenávist uvedla.